# Nouvelles forces démocratiques
Nouvelles forces démocratiques (NFD) est un parti politique guinéen.

## Historique
En 2008, le parti est fondé et présidé par Mouctar Diallo jusqu'en 2025, ancien ministre de la jeunesse et de l'emploi jeune.